# Erich Bretschneider (Kunsthändler)
Erich Bretschneider (* um 1880; † um 1947) war ein deutscher Kunsthändler in Leipzig.

## Leben
Der Tischler Gustav Bretschneider in der Elsterstraße 16 in Leipzig war wahrscheinlich sein Vater. 1906 eröffnete Erich Bretschneider eine Kunsthandlung in der Harkortstraße 7, in der er auch Rahmungen und Vergoldungen anbot. Dort ermöglichte er auch  jungen Künstlern die Ausstellung ihrer Werke (1929 Walter Möbius).
Um 1947 starb Erich Bretschneider. 1949 war Anna Bretschneider (Witwe oder Tochter) die Geschäftsinhaberin der Kunsthandlung Erich Bretschneider in der Harkortstraße.